# Neder Hvam
Neder Hvam – miasto w Danii, w regionie Jutlandia Środkowa, w gminie Silkeborg.